# Конвой RA 60
Конвой RA 60 (англ. Convoy RA 60) — арктичний конвой транспортних і допоміжних суден у кількості 32 одиниць, який у супроводженні союзних кораблів ескорту прямував від радянських портів до берегів Ісландії та Шотландії. Конвой вийшов 28 вересня з Кольської затоки та 5 жовтня 1944 року прибув до Ферт-оф-Клайд, втративши при цьому два судна, затоплені внаслідок атак німецького підводного човна U-310.
Після виходу конвой RA 60 обійшов «вовчі зграї» підводних човнів «Грімм» з U-278, U-312, U-425, U-737, U-921, U-956, а також U-997, та групу «Цорн» з U-293, U-310, U-315, U-363, U-365, U-387, U-636, U-668, U-965, U-968, U-992 і U-995. Лише U-310, який випадково опинився на шляху руху конвою, зміг провести атаку на транспортні судна. Він потопив вантажні судна Edward H. Crockett (7176 брт) і Samsuva (7219 брт). Подальші атаки виявилися безрезультатними. 5 жовтня конвой досяг Ферт-оф-Клайд.

## Кораблі та судна конвою RA 60
Позначення

### Транспортні судна
| Назва                        | Прапор          | Тоннаж (GRT) | Прим.                                                      |
| ---------------------------- | --------------- | ------------ | ---------------------------------------------------------- |
| British Promise (1942)       | Велика Британія | 8 443        |                                                            |
| Charles A McAllister (1943)  | США             | 7 176        | судно типу «Ліберті»                                       |
| Charles Dauray (1944)        | США             | 7 176        | судно типу «Ліберті»                                       |
| Clark Howell (1944)          | США             | 7 198        | судно типу «Ліберті»                                       |
| David B. Johnson (1944)      | США             | 7 198        | судно типу «Ліберті»                                       |
| Edward H. Crockett (1944)    | США             | 7 176        | судно типу «Ліберті». 29 вересня 1944 року затоплено U-310 |
| Edward L Grant (1943)        | США             | 7 176        | судно типу «Ліберті»                                       |
| Elijah Kellogg (1944)        | США             | 7 176        | судно типу «Ліберті»                                       |
| Fort Glenora (1943)          | Велика Британія | 7 126        |                                                            |
| Frank Gilbreth (1944)        | США             | 7 176        | судно типу «Ліберті»                                       |
| John La Farge (1943)         | США             | 7 176        | судно типу «Ліберті»                                       |
| Jose Marti (1943)            | США             | 7 176        | судно типу «Ліберті»                                       |
| Josephine Shaw Lowell (1944) | США             | 7 176        | судно типу «Ліберті»                                       |
| Leo J Duster (1943)          | США             | 7 176        | судно типу «Ліберті»                                       |
| Nacella (1943)               | Велика Британія | 8 196        | танкер-заправник конвою                                    |
| Noreg (1931)                 | Норвегія        | 7 605        | танкер-заправник конвою                                    |
| Oakley Wood (1944)           | США             | 7 210        | судно типу «Ліберті»                                       |
| Rathlin (1936)               | Велика Британія | 1 600        | рятувальне судно конвою                                    |
| Samannan (1944)              | Велика Британія | 7 219        |                                                            |
| Samcalia (1943)              | Велика Британія | 7 219        |                                                            |
| Samconstant (1944)           | Велика Британія | 7 219        |                                                            |
| Samgara (1943)               | Велика Британія | 7 219        |                                                            |
| Samidway (1943)              | Велика Британія | 7 210        |                                                            |
| Samloyal (1944)              | Велика Британія | 7 210        |                                                            |
| Samlyth (1944)               | Велика Британія | 7 210        |                                                            |
| Samsuva (1944)               | Велика Британія | 7 219        | 29 вересня 1944 року затоплено U-310                       |
| Samtredy (1943)              | Велика Британія | 7 219        |                                                            |
| Silas Weir Mitchell (1943)   | США             | 7 176        | судно типу «Ліберті»                                       |
| Thomas Donaldson (1944)      | США             | 7 210        | судно типу «Ліберті»                                       |
| Thomas H Sumner (1944)       | США             | 7 176        | судно типу «Ліберті»                                       |
| Warren Delano (1944)         | США             | 7 210        | судно типу «Ліберті»                                       |
| Zamalek (1921)               | Велика Британія | 1 567        | рятувальне судно конвою                                    |

### Кораблі ескорту
| Назва           | Прапор                                  | Тип корабля                            | Прим. |
| --------------- | --------------------------------------- | -------------------------------------- | ----- |
| «Алгонкін»      | Військово-морські сили Канади           | ескадрений міноносець типу «V»         |       |
| «Елінгтон Касл» | Військово-морські сили Великої Британії | корвет типу «Касл»                     |       |
| «Бамбург Касл»  | Військово-морські сили Великої Британії | корвет типу «Касл»                     |       |
| «Бульдог»       | Військово-морські сили Великої Британії | ескадрений міноносець типу «B»         |       |
| «Кампаніа»      | Військово-морські сили Великої Британії | ескортний авіаносець типу «Наірана»    |       |
| «Сен-Лорен»     | Військово-морські сили Канади           | ескадрений міноносець типу «C»         |       |
| «Дайадем»       | Військово-морські сили Великої Британії | легкий крейсер/крейсер ППО типу «Дідо» |       |
| «Марна»         | Військово-морські сили Великої Британії | ескадрений міноносець типу «M»         |       |
| «Метеор»        | Військово-морські сили Великої Британії | ескадрений міноносець типу «M»         |       |
| «Мілн»          | Військово-морські сили Великої Британії | лідер ескадрених міноносців типу «M»   |       |
| «Маскітер»      | Військово-морські сили Великої Британії | ескадрений міноносець типу «M»         |       |
| «Родні»         | Військово-морські сили Великої Британії | лінійний корабель типу «Нельсон»       |       |
| «Саумарез»      | Військово-морські сили Великої Британії | лідер ескадрених міноносців типу «S»   |       |
| «Скорпіон»      | Військово-морські сили Великої Британії | ескадрений міноносець типу «S»         |       |
| «Сіу»           | Військово-морські сили Канади           | ескадрений міноносець типу «V»         |       |
| «Страйкер»      | Військово-морські сили Великої Британії | ескортний авіаносець тип «Боуг»        |       |
| «Венус»         | Військово-морські сили Великої Британії | ескадрений міноносець типу «V»         |       |
| «Верулам»       | Військово-морські сили Великої Британії | ескадрений міноносець типу «V»         |       |
| «Віраго»        | Військово-морські сили Великої Британії | ескадрений міноносець типу «V»         |       |
| «Волейдж»       | Військово-морські сили Великої Британії | ескадрений міноносець типу «V»         |       |